# George Froscher
George Froscher (* 6. Februar 1927 in Berlin; † 10. November 2015 in München) war ein deutscher Schauspieler, Tänzer, Theaterregisseur, Bühnenbildner, Choreograf und Theaterleiter.

## Leben
George Froscher besuchte in Berlin eine private Schauspielschule und spielte nach dem Zweiten Weltkrieg an kleinen Stadttheatern. Anfang der 1950er Jahre absolvierte er an der Folkwangschule Essen eine Tanzausbildung und war Tänzer bei Kurt Joos sowie bei Jean-Louis Barrault in Paris. Danach arbeitete er als Choreograf in Bonn, Krefeld und Biel-Solothurn. 1959 bis 1962 hielt er sich in den Vereinigten Staaten auf und wirkte unter anderem am Living Theatre mit.
Zurück in Deutschland betätigte Froscher sich als Regisseur und inszenierte in Ingolstadt, Münster sowie am Zimmertheater Tübingen. 1970 gründete er zusammen mit Kurt Bildstein das Freie Theater München (FTM), das zu einer der wichtigsten Gruppen der internationalen Theaterszene wurde.
Froscher inszenierte am FTM unter anderem Peter Handkes Kaspar (1971) und Das Mündel will Vormund sein (1974), Bertolt Brechts Kleinbürgerhochzeit (1972 und 1975), Samuel Becketts Spiel (1971), Endspiel (1975) und  Warten auf Godot (1979), Eugène Ionescos Die kahle Sängerin (1986), William Shakespeares Macbeth (1988) und Euripides’ Medea (1991) sowie mehrere Werke von Heiner Müller.
In Zusammenarbeit mit dem Goethe-Institut und anderen Gruppierungen erfolgten Auftritte bei Festivals und Workshops unter anderem in Polen, Ungarn, Schottland, Venezuela, Österreich, Italien, Belgien, Panama, Kenia, Brasilien, Peru, Israel, Neuseeland und den Vereinigten Staaten. 2002 erhielt George Froscher den Münchner Theaterpreis.
George Froscher starb am 10. November 2015 im Alter von 88 Jahren in München. Nach der Einäscherung fand eine anonyme Bestattung auf dem Münchner Waldfriedhof statt.